# Capitole de l'État de Washington
Le Capitole de l'État de Washington (en anglais : Washington State Capitol, appelé également Legislative Building) est un édifice public situé à Olympia, capitale de l'État américain de Washington. Il abrite les deux chambres de la législature de l'État ainsi que le bureau du gouverneur. Il est achevé en 1928.

## Situation
L'édifice s'élève dans le centre d'Olympia, près du lac du Capitole. Une place le sépare au nord du bâtiment abritant la Cour suprême de l'État (Temple of Justice). La résidence du gouverneur (Governor's Mansion) est située à proximité.

## Histoire

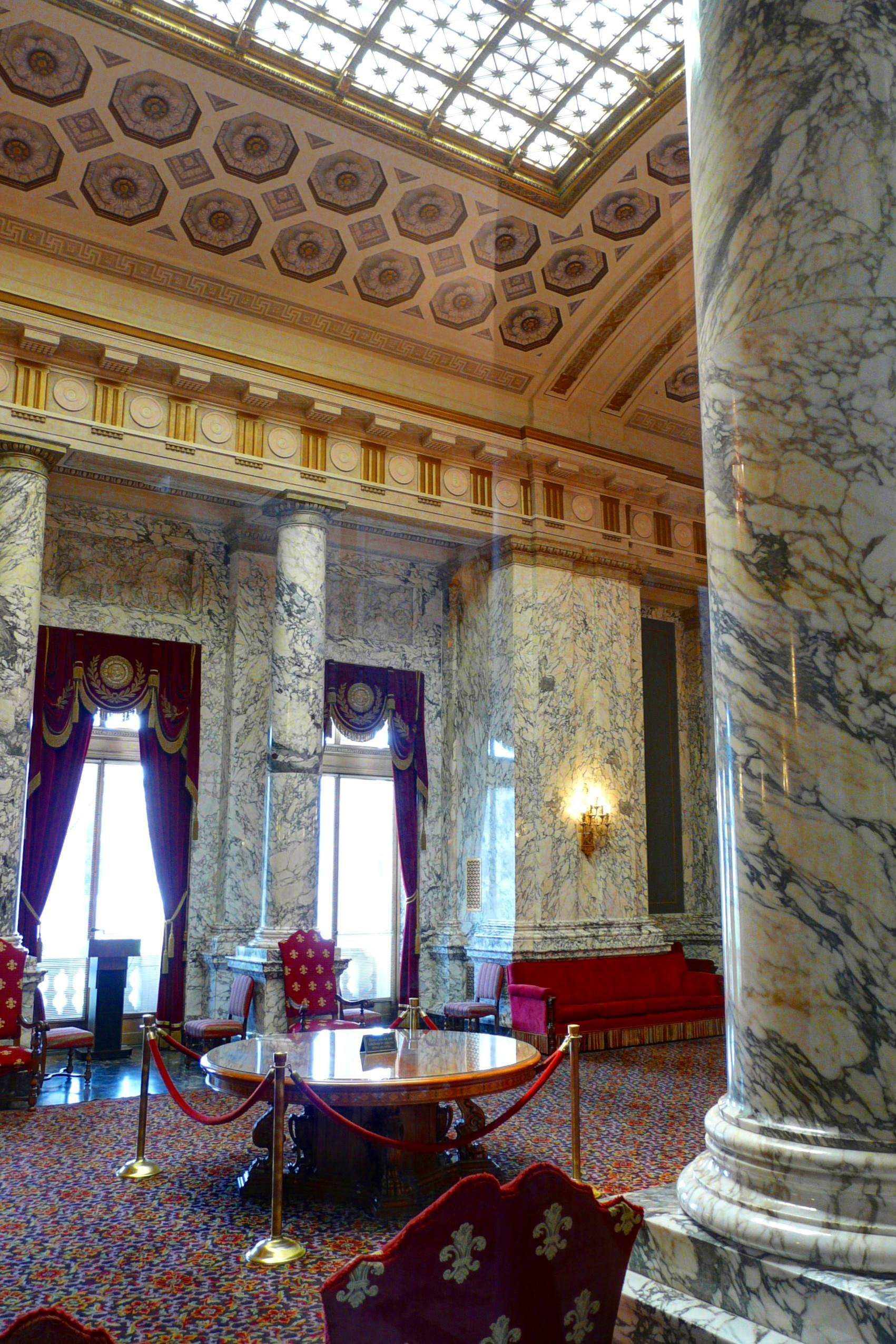
Intérieur du Capitole de l'État de Washington.

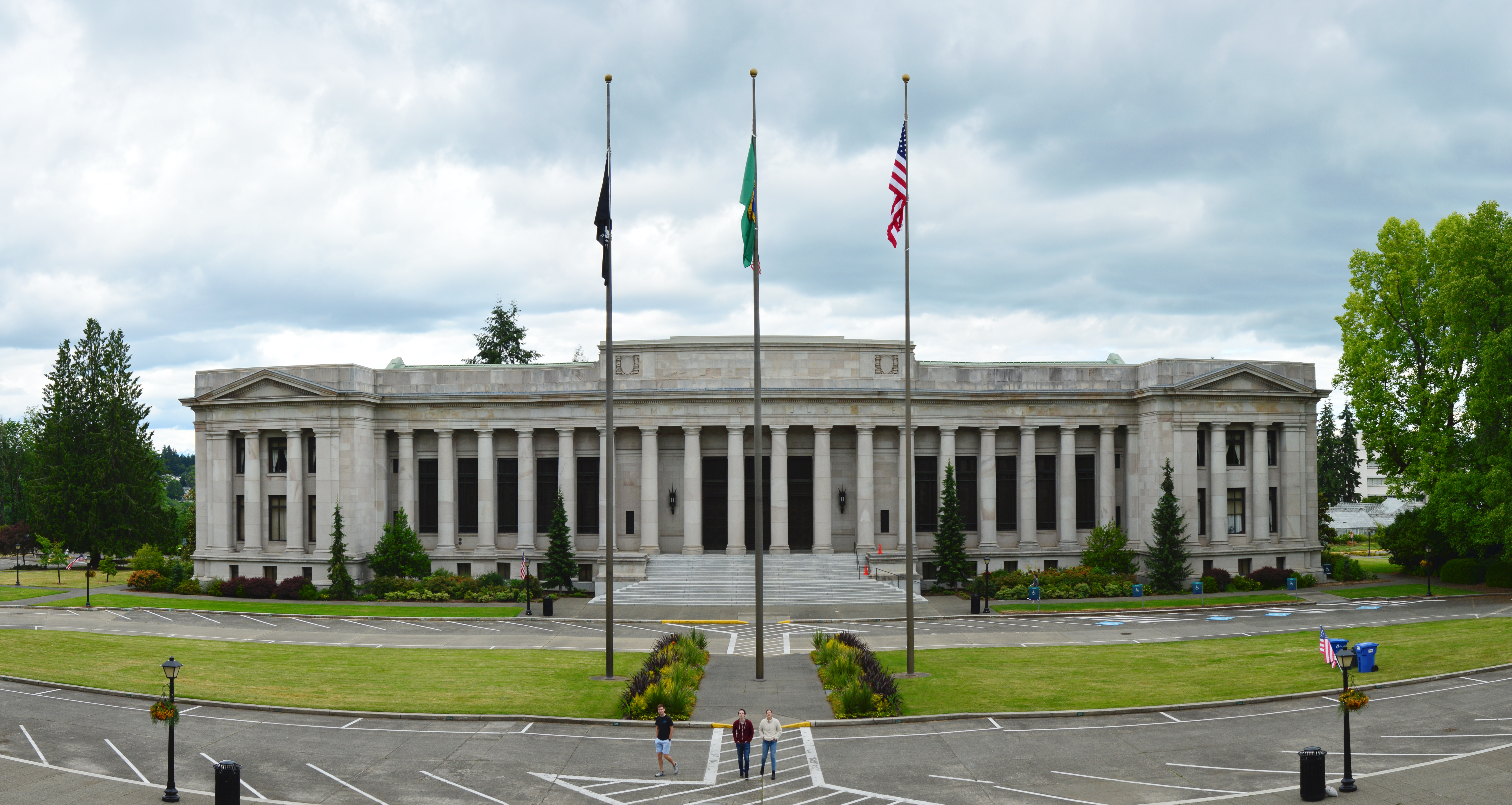
Cour suprême de l'État de Washington.

Après qu'Olympia soit devenue la capitale du territoire de Washington en 1853, le fondateur de la ville, Edmund Sylvester, cède 12 acres (4,9 ha) de terrains pour y construire le siège des institutions. Un bâtiment en bois de deux étages est alors élevé sur le site, dans lequel la législature s'installe à partir de 1854. Après la création de l'État en 1889, le projet de construire un nouvel édifice n'aboutit pas et la législature achète en 1902 l'édifice abritant le siège du comté de Thurston dans le centre d'Olympia, où elle siège de 1905 à 1928.
Mais très vite, le bâtiment se révèle trop petit et la législature crée en 1911 une commission chargée de la réalisation d'un nouveau site. Celle-ci choisit le projet de l'architecte Ernest Flagg qui prévoit un complexe regroupant plusieurs bâtiments pour abriter l'ensemble des institutions de l'État. En 1920, le « Temple de la Justice », qui abrite la Cour suprême de l'État, est inauguré au nord du site, suivi l'année suivante par le bâtiment du commissaire aux assurances à l'est. Enfin, après six ans de travaux, le nouveau Capitole est achevé en 1928.
L'ancien bâtiment, appelé Old State Capitol Building, abrite aujourd'hui les bureaux de l'instruction publique.

## Architecture
L'ensemble architectural est un exemple du style City Beautiful, en vogue dans la région du Midwest au début du XXe siècle.